# Gustav Stresow
Gustav Stresow (* 22. August 1910 in Frankfurt am Main; † 8. Juli 2010 in Dießen am Ammersee) war ein deutscher Verleger, Schrift- und Buchgestalter.

## Leben
Nach der Schriftsetzerlehre in der Bauerschen Gießerei zu Frankfurt am Main schickte ihn der Inhaber Georg Hartmann 1932 für zweieinhalb Jahre in die Vereinigten Staaten. In New York lernte er die Werbeindustrie, wichtige Grafiker und Agenturen kennen.
Die im Buchgewerbe bekannte Bauersche Gießerei bot statt historisierender Schriftarten sachliche Futura an. Dort begegnete Stresow internationaler Kooperation bei der typografischen Gestaltung im Schriftgießer- und Druckerhandwerk.
Ab 1947 leitete er den ursprünglich auf Kunstwissenschaft und die Faksimilierung von Zeichnungen alter Meister spezialisierten Prestel-Verlag, dessen Besitzer Hermann Loeb 1933 vor rassistischer Verfolgung in die Schweiz geflüchtet war. Der Verlag war für seinen hohen Stand in der fotomechanischen Reproduktionstechnik bekannt.
Den im Krieg zerstörten Betrieb baute Stresow neu auf und richtete ihn zur modernen Kunst, Architektur, Kulturgeschichte und Fotografie aus. Dazu kamen Museums- und Ausstellungskataloge, Publikationen wissenschaftlicher Einrichtungen, Reiseliteratur, Landschaftsdarstellungen und Städtemonographien.
Stresow übersiedelte nach München und brachte mit dem Leiter des Münchner Amerikahauses Stefan P. Munsing 1950 den Katalog über die „Maler am Bauhaus“ heraus. Seinen Grafiker und Illustrator Eugen Sporer stellte er als künstlerischen Leiter ein. 1951 widmete er Oskar Schlemmer eine Monographie.
Bücher über Oskar Kokoschka, Ewald Mataré, Marc Chagall, oder den „Blauen Reiter“ schufen enge Wechselbeziehungen zwischen Bild und Text. Die schweizerische Zeitschrift „Das Werk“ lobte Werner Haftmanns „Wege bildnerischen Denkens“ bei Paul Klee.
Der Kunstband wurde unter die „Schönsten Bücher des Jahres 1951“ gewählt, in drei deutschen Auflagen gedruckt, von Verlagen in England, Amerika und Japan übernommen und als Taschenbuch verbreitet. Der Katalog zur ersten „Documenta“ 1955 mit einer Auflage von 14.000 Exemplaren war bald vergriffen und musste während der Ausstellung nachgedruckt werden.
In seinen theoretischen Schriften erforschte Gustav Stresow die internationalen Zusammenhänge der Buchkunst, wie bei Joseph Blumenthal, dem Besitzer einer Handpresse in New York, der von Bauer 1930 seine selbst entworfenen „Spiral-Lettern“ gießen ließ.
Der Schriftkenner erinnerte außerdem an den Venezianer Aldus Manutius, dessen „Aldine“ Claude Garamond sich in Paris für 200 Jahre zur meist gebrauchten Schrift in Europa entwickelte, den Typographen Giambattista Bodoni mit Klassikerausgaben in gängigen Landessprachen und Stanley Morison, den Designer der modernen „Times New Roman“.
Stresow war verheiratet mit der Fotografin Eva-Maria Czakó.

## Werke
- Stil und Buch. Ein Vortrag. München 1989
- Auf der Suche nach der Buchgestalt, Zehn Jahre typographischer Arbeit im Prestel-Verlag. München 1959
- Bücherreise zu Bodoni, eine Veröffentlichung zur 250. Wiederkehr des Geburtstages von Giambattista Bodoni. Darmstadt 1990